# Calcolo delle parità dei poteri d'acquisto
Le parità di potere d'acquisto (PPA; in inglese Purchasing Power Parity, PPP) sono prezzi relativi che esprimono il rapporto tra i prezzi nelle valute nazionali degli stessi beni o servizi in paesi diversi. Vengono utilizzate prevalentemente per effettuare confronti tra gli aggregati della contabilità nazionale di diversi paesi. I normali tassi di cambio non sono adatti allo scopo, per due motivi:
- sono determinati dalla domanda e dall'offerta delle diverse valute, che dipendono in buona misura dai flussi di capitali e da operazioni speculative e, pertanto, non riflettono solo i prezzi di beni e servizi;
- sono indifferenti all'andamento dei prezzi di molti beni e servizi che, come gli edifici o i servizi delle amministrazioni pubbliche, non sono oggetto di scambi internazionali.

Le PPA vengono però anche utilizzate per confrontare il valore di una stessa valuta in diverse articolazioni di una stessa area; ad esempio, per calcolare i differenziali dei livelli dei prezzi tra i comuni italiani.

## Descrizione

### Finalità e requisiti
Le PPA mirano a consentire confronti tra aggregati complessi e tra molti paesi; devono quindi basarsi su numeri indice complessi e multilaterali, nei quali i prezzi dei singoli beni e servizi vengano ponderati secondo le quantità consumate in ciascun paese, espresse mediante rapporti tra la spesa (prezzo per quantità) osservata per un dato bene o servizio e la spesa complessiva. Le PPA dovrebbero soddisfare i seguenti requisiti:
- transitività: qualsiasi indice bilaterale deve poter essere ottenuto indirettamente da altri due, ad esempio, conoscendo {\displaystyle I_{1,2}} e {\displaystyle I_{2,3}} si deve poter calcolare {\displaystyle \ I_{1,3}}; il requisito è anche detto invarianza rispetto al paese di riferimento, in quanto se è possibile calcolare un indice sulla base di qualsiasi altri due la scelta del paese (quindi della valuta) di riferimento è ininfluente;
- rappresentatività: gli indici devono essere costruiti sulla base di panieri di beni/servizi che riflettano le abitudini di consumo nei diversi paesi; ad esempio, si deve tenere conto del fatto che in alcuni paesi si consuma più frumento che riso, in altri accade il contrario;
- caratteristica: le PPA multilaterali (dette anche «standardizzate») tra due paesi devono scostarsi il meno possibile dalla PPA bilaterali;
- additività: il valore reale (volume) di un aggregato dovrebbe essere uguale alla somma dei valori reali delle sue componenti.

### Raccolta dei dati
Il requisito di rappresentatività interviene fin dall'inizio, nella fase di raccolta dei dati.
Vengono individuate molteplici posizioni rappresentative (basic headings in inglese), che sono il livello più basso per il quale si rilevano le quote di spesa utilizzate per ponderare i prezzi. Nell'ambito delle posizioni rappresentative si individuano diversi prodotti, tra i quali ciascun paese sceglie quelli rappresentativi, quelli cioè che meglio esprimono le abitudini di consumo dei propri residenti. Ad esempio, nella posizione rappresentativa «formaggio» rientrano i prodotti camembert, Cheddar, feta, gorgonzola ecc., che sono prodotti rappresentativi, rispettivamente, per la Francia, il Regno Unito, la Grecia, l'Italia ecc., ma nulla vieta che vi siano più prodotti rappresentativi per un paese.
Ciascun paese comunica i prezzi di tutti i prodotti presenti sul proprio mercato, anche di quelli non rappresentativi. Si usa contrassegnare con un asterisco i prezzi dei prodotti rappresentativi (che vengono per questo detti anche «prodotti asterisco»). L'elaborazione inizia organizzando i dati relativi a ciascuna posizione rappresentativa in una matrice come la seguente:
| Prodotto | Paese | Paese  | Paese | Paese  |
| Prodotto | A     | B      | C     | D      |
| -------- | ----- | ------ | ----- | ------ |
| 1        | 3,43  | 17,04* | 633   | 9,57*  |
| 2        | 1,27* | 15,67* | 588*  | —      |
| 3        | —     | 27,27  | 443   | 9,95*  |
| 4        | 2,25  | 20,93  | 755   | 10,22* |
| 5        | —     | 15,75* | —     | 11,32* |

Le singole caselle contengono i prezzi rilevati; ad esempio, P2b è il prezzo del prodotto 2 rilevato dal paese B nella propria valuta (15,67, con asterisco perché rappresentativo).

## Le fasi del calcolo
Eurostat e OCSE utilizzano un metodo detto EKS. Si tratta di un metodo messo a punto negli anni '60 dagli ungheresi Èltetö e Köves e dal polacco Szulc per le esigenze di pianificazione economica nei paesi dell'Europa orientale, che soddisfa i requisiti della transitività e della rappresentatività ma non quello dell'additività. La caratteristica risente del fatto che le PPA vengono calcolate sulla base dei prezzi di tutti i paesi e, pertanto, le PPA di due paesi nei quali i prezzi restassero costanti cambierebbero a seguito di cambiamenti nei prezzi di altri, o anche solo nel numero di paesi considerati.
Il metodo EKS usa indici bilaterali di tipo Laspeyres, Paasche e Fisher. Negli indici di Laspeyres e di Paasche (quello di Fisher è la loro media geometrica) vengono sommati i prezzi ponderati con le quantità, le quantità del tempo base per Laspeyres, quelle del tempo corrente per Paasche. Nel metodo EKS i prezzi vengono moltiplicati, invece che sommati; come si vedrà, negli indici di tipo Laspeyres si usano pesi relativi al paese base, negli indici di tipo Paasche si usano pesi relativi al paese partner.

### PPA elementari non transitive
In una prima fase si calcolano le PPA per singola posizione rappresentativa. La fase è a sua volta articolata in tre passaggi.
Si calcolano in primo luogo indici di tipo Laspeyres, intesi come media geometrica quasi-ponderata degli indici di prezzo per ciascun paese; «quasi-ponderata» vuol dire che, nel calcolare gli indici del paese A rispetto al paese B, si considerano solo i prodotti rappresentativi di A, come se ad essi venisse assegnato peso 1 ed agli altri peso 0:
{\displaystyle \ L_{a,b}=\left(\prod _{i\in R_{a}}{\frac {P_{i,b}}{P_{i,a}}}\right)^{1/N_{a}}}
dove:
- a è il paese base, b il paese partner;
- Ra è l'insieme dei prodotti rappresentativi di a e Na è il loro numero;
- Pi,a e Pi,b sono, rispettivamente, i prezzi dell'i-esimo prodotto in a ed in b.

Usando i dati della matrice precedente, si ottiene una nuova matrice con le PPA di tipo Laspeyres:
|   | A       | B       | C       | D       |
| A | 1,00000 | 0,12773 | 0,00216 | 0,28090 |
| B | 12,339  | 1,00000 | 0,04050 | 1,9310  |
| C | 462,99  | 37,335  | 1,00000 | 60,144  |
| D | —       | 0,63534 | 0,02246 | 1,00000 |

Ad esempio:
- i calcoli della prima colonna sono semplici, in quanto il paese A ha un solo prodotto rappresentativo; vi sono quindi, dall'alto verso il basso, i rapporti tra i prezzi rilevati per quel prodotto nei paesi A (ovviamente La,a=1), B (La,b=15,67/1,27=12,339) e C (La,c=588/1,27=462,99); D non consuma quel prodotto e non ne comunica il prezzo;
- nella quarta colonna, al contrario, si tiene conto del fatto che D ha ben quattro prodotti rappresentativi, quindi:
  - Ld,a= [(3,43/9,57)(2,25/10,22)]1/2=0,28090;
  - Ld,b= [(17,04/9,57)(27,27/9,95)(20,93/10,22)(15,75/11,32)]¼=1,9310;
  - Ld,c= [(633/9,57)(443/9,95)(755/10,22)]⅓=60,144;
  - Ld,d= [(9,57/9,57)(9,95/9,95)(10,22/10,22)(11,32/11,32)]¼=1.

Analoghi i calcoli per le altre due colonne.
Si può notare che tali indici non soddisfano la proprietà di reversibilità delle basi; ad esempio nota la PPA di B rispetto ad A, La,b=12,339, quella di A rispetto a B non ne è l'inverso: Lb,a=0,12773≠1/12,339=0,08065. Si calcolano quindi PPA di tipo Paasche e poi di tipo Fisher.
Le PPA di tipo Paasche sono calcolate con la formula:
{\displaystyle \ P_{a,b}=\left(\prod _{i\in R_{b}}{\frac {P_{i,b}}{P_{i,a}}}\right)^{1/N_{b}}}
nella quale si usa l'insieme Rb dei prodotti rappresentativi del paese partner. Si ottiene una matrice analoga a quella appena vista:
|   | A       | B       | C       | D       |
| A | 1,00000 | 0,08105 | 0,00216 | —       |
| B | 7,8293  | 1,00000 | 0,02678 | 1,5740  |
| C | 462,99  | 24,690  | 1,00000 | 44,523  |
| D | 3,5599  | 0,51785 | 0,01663 | 1,00000 |

Ad esempio, si ha:
- Pa,b=[(17,04/3,43)(15,67/1,27)]1/2=7,8293;
- Pb,d=[(9,57/17,04)(9,95/27,27)(10,22/20,93)(11,32/15,75)]¼=0,51875

ecc.
Si calcolano infine le PPA di tipo Fischer, medie geometriche delle precedenti:
{\displaystyle \ F_{a,b}={\sqrt {L_{a,b}\cdot P_{a,b}}}}
ottenendo la matrice:
|   | A       | B       | C       | D       |
| A | 1,00000 | 0,10174 | 0,00216 | 0,14080 |
| B | 9,8286  | 1,00000 | 0,03294 | 1,7434  |
| C | 462,99  | 30,361  | 1,00000 | 51,747  |
| D | 7,1022  | 0,57360 | 0,01932 | 1,00000 |

I numeri in neretto sono calcolati in modo diverso. Non possono essere calcolati secondo la formula, in quanto mancano sia La,d che Pd,a; vengono quindi stimati mediante la media geometrica di tutti gli indici che indirettamente le collegano:
- Fa,d=[(Fb,d/Fb,a)(Fc,d/Fc,a)]1/2=[(0,5736/0,10174)(0,01932/0,00216)]1/2=7,1022;
- Fd,a=[(Fb,a/Fb,d)(Fc,a/Fc,d)]1/2= [(0,10174/0,5736)(0,00216/0,01932)]1/2=0,14080.

Le PPA di tipo Fisher rispettano la proprietà di reversibilità delle basi (ad esempio, Fb,a=1/Fa,b=1/9,8286=0,10174), ma non la transitività; ad esempio, Fa,c=462,99 non è uguale al prodotto Fa,bFb,c=9,8286·30,316=298,40612.

### PPA elementari transitive
Per rendere le PPA transitive, si ipotizza che esista un indice transitivo EKSi,j e ci si chiede a quali condizioni può essere minima la differenza tra tale indice e quello ottenuto moltiplicando una qualsiasi coppia di indici intermedi Fi,kFk,j. Considerando tutti i possibili N paesi, si può dire che l'obiettivo è quello di rendere minimo lo scostamento log-quadratico dell'indice ricercato dall'insieme delle PPA indirette:
{\displaystyle \ \sum _{k=1}^{N}[\ln(EKS_{i,j})-\ln(F_{i,k}F_{k,j})]^{2}}
Derivando rispetto a EKSi,j si ottiene:
{\displaystyle \ 2\sum _{k=1}^{N}{\frac {\ln(EKS_{i,j})-\ln(F_{i,k}F_{k,j})}{EKS_{i,j}}}=0}
da cui:
{\displaystyle \ \sum _{k=1}^{N}\ln(EKS_{i,j})=\sum _{k=1}^{N}\ln(F_{i,k}F_{k,j})}
ovvero:
{\displaystyle \ \ln(EKS_{i,j})^{N}=\ln \left(\prod _{k=1}^{N}F_{i,k}F_{k,j}\right)}
quindi:
{\displaystyle \ EKS_{i,j}={\sqrt[{N-2}]{\prod _{k=1}^{N}F_{i,k}F_{k,j}}}={\sqrt[{N-2}]{\prod _{k=1}^{N}{\frac {F_{i,k}}{F_{j,k}}}}}}
L'indice cercato è quindi la media geometrica di tutte le PPA indirette. Si ottiene pertanto la matrice:
|   | A       | B       | C       | D       |
| A | 1,00000 | 0,08605 | 0,00255 | 0,14080 |
| B | 11,621  | 1,00000 | 0,02968 | 1,6363  |
| C | 391,57  | 33,694  | 1,00000 | 55,133  |
| D | 7,1022  | 0,61113 | 0,01814 | 1,00000 |

Ad esempio:
- EKSa,b=[(Fa,a/Fb,a)(Fa,b/Fb,b)(Fa,c/Fb,c)(Fa,d/Fb,d)]¼=[(1/0,10174)(9,8286/1)(462,99/30,361)(7,1022/0,57360)]¼=11,621;
- EKSb,c=[(Fb,a/Fc,a)(Fb,b/Fc,b)(Fb,c/Fc,c)(Fb,d/Fc,d)]¼=[(0,10174/0,00216)(1/0,03294)(30,361/1)(0,57360/0,01932)]¼=33,694

ecc.
Le PPA così trovate sono transitive; infatti:
- EKSa,c=EKSa,bEKSb,c=11,621 · 33,694=391,57;
- EKSd,b=EKSd,cEKSc,b=55,133 · 0,02968=1,6363

ecc.
Il passo ulteriore consiste nel trovare un'unica PPA per ciascun paese, che abbia come base l'intero gruppo di paesi. In questo modo, gli aggregati che interessano potrenno essere espressi in un'unica valuta convenzionale (il PPS, Purchasing Power Standard per Eurostat; l'OCSE e la Banca Mondiale usano peraltro «dollari PPA», quindi le PPA contenute nella colonna del paese USA).
Una PPA del tipo EKSa,tutti (con base a) verrebbe calcolata dividendo la media geometrica delle PPA di tipo EKSa,j (quelle della colonna A) per EKSa,a=1. Per avere come base tutti basta quindi calcolare, per ciascun paese, l'inverso della media geometrica di tutti i valori presenti nella sua colonna. Si ottengono così le PPA standardizzate:
| EKSa   | EKSb   | EKSc   | EKSd   |
| ------ | ------ | ------ | ------ |
| 0,0746 | 0,8667 | 29,204 | 0,5297 |

### PPA aggregate non transitive
Il calcolo si basa su due matrici:
- le PPA elementari standardizzate per le diverse posizioni rappresentative (basic heading), ad esempio, riportando nella prima riga quelle sopra calcolate:

| Posizione       | Paese  | Paese  | Paese  | Paese  |
| rappresentativa | A      | B      | C      | D      |
| --------------- | ------ | ------ | ------ | ------ |
| 1               | 0,0746 | 0,8667 | 29,204 | 0,5297 |
| 2               | 0,0731 | 0,9504 | 20,725 | 0,6945 |
| 3               | 0,0739 | 1,1382 | 25,129 | 0,4730 |
| 4               | 0,0695 | 0,8758 | 27,803 | 0,5908 |
| 5               | 0,0745 | 0,7454 | 26,833 | 0,6708 |

- la spesa rilevata presso ciascun paese per le diverse posizioni rappresentative; ad esempio:

| Posizione       | Paese | Paese | Paese  | Paese |
| rappresentativa | A     | B     | C      | D     |
| --------------- | ----- | ----- | ------ | ----- |
| 1               | 5     | 110   | 2.000  | 120   |
| 2               | 20    | 240   | 5.300  | 180   |
| 3               | 15    | 300   | 3.500  | 200   |
| 4               | 35    | 450   | 10.000 | 250   |
| 5               | 25    | 500   | 6.500  | 250   |
| Totale          | 100   | 1600  | 27.300 | 1.000 |

Si deve tenere presente che nei calcoli illustrati sopra si usano prodotti di indici; da ciò segue che, come accade per gli indici a catena, le PPA elementari non godono della proprietà dell'additività e non possono quindi essere aggregate semplicemente calcolando medie ponderate. Ne segue anche che, note le PPA per singoli aggregati (ad esempio: consumi finali, investimenti lordi, esportazioni nette) e convertiti quindi i valori di essi dalla valuta nazionale ad un'unica «valuta PPA», tali valori non possono essere sommati per ottenere il valore in «valuta PPA» di un aggregato più ampio (il prodotto interno lordo). Si deve invece procedere calcolando le PPA per ciascun aggregato che interessa. Nel seguito si supporrà che la somma di tutte le posizioni rappresentative sia il PIL mentre le prime due costituiscano l'aggregato «spesa per consumi finali» CF.
Analogamente a quanto visto per le PPA elementari, si procede calcolando PPA di tipo Laspeyres, Paasche e Fisher.
Le PPA aggregate di tipo Laspeyres sono calcolate secondo la formula:
{\displaystyle \ L_{i,j}=\sum _{p=1}^{P}{\frac {EKS_{j}^{p}}{EKS_{i}^{p}}}w_{p,i}}
dove:
- P è il numero totale delle posizioni rappresentative;
- EKSpi è la PPA elementare standardizzata del paese i-esimo per la posizione rappresentativa p;
- wp,i è il rapporto tra la spesa per la posizione rappresentativa p e la spesa totale nel paese i-esimo (il paese base);

Sulla base dei dati esemplificativi fin qui usati si ha:
|   | A       | A       | B       | B       | C       | C       | D       | D       |
|   | CF      | PIL     | CF      | PIL     | CF      | PIL     | CF      | PIL     |
| A | 1,00000 | 1,00000 | 0,07982 | 0,08319 | 0,00326 | 0,00283 | 0,11948 | 0,12426 |
| B | 12,725  | 12,403  | 1,00000 | 1,00000 | 0,04141 | 0,03503 | 1,4756  | 1,5721  |
| C | 305,13  | 357,35  | 25,543  | 29,905  | 1,00000 | 1,00000 | 39,958  | 44,378  |
| D | 9,0210  | 8,4416  | 0,69315 | 0,70056 | 0,02929 | 0,02398 | 1,00000 | 1,00000 |

Ad esempio:
- per i consumi finali:

{\displaystyle {\begin{aligned}L_{a,b}&=(EKS_{b}^{1}/EKS_{a}^{1})(5/25)+(EKS_{b}^{2}/EKS_{a}^{2})(20/25)\\&=(0.8667/0.0746)\cdot 0.2+(0.9504/0.0731)\cdot 0.8=12.725\end{aligned}}}
- per il PIL:

{\displaystyle {\begin{aligned}L_{a,b}&=(EKS_{b}^{1}/EKS_{a}^{1})(5/100)+(EKS_{b}^{2}/EKS_{a}^{2})(20/100)+(EKS_{b}^{3}/EKS_{a}^{3})(15/100)\\&\quad +(EKS_{b}^{4}/EKS_{a}^{4})(35/100)+(EKS_{b}^{5}/EKS_{a}^{5})(25/100)\\&=(0.8667/0.0746)\cdot 0.05+(0.9504/0.0731)\cdot 0.2+(1.1382/0.0739)\cdot 0.15\\&\quad +(0.8758/0.0695)\cdot 0.35+(0.7454/0.0745)\cdot 0.25=12.403\end{aligned}}}
Le PPA aggregate di tipo Paasche vengono calcolate in modo analogo, ma usando come pesi le quote di spesa del paese partner (wp,j invece di wp,i):
{\displaystyle \ P_{i,j}=\sum _{p=1}^{P}{\frac {EKS_{j}^{p}}{EKS_{i}^{p}}}w_{p,j}}
La relativa matrice è:
|   | A       | A       | B       | B       | C       | C       | D        | D       |
|   | CF      | PIL     | CF      | PIL     | CF      | PIL     | CF       | PIL     |
| A | 1,00000 | 1,00000 | 0,07860 | 0,08063 | 0,00328 | 0,00280 | 0,011085 | 0,11846 |
| B | 12,534  | 12,022  | 1,00000 | 1,00000 | 0,03915 | 0,03344 | 1,4427   | 1,42760 |
| C | 306,70  | 353,91  | 24.140  | 28,542  | 1,00000 | 1,00000 | 34,131   | 41,695  |
| D | 8,3689  | 8,0474  | 0,67779 | 0,63559 | 0,02502 | 0,02253 | 1,00000  | 1,00000 |

Si calcolano infine le PPA aggregate di tipo Fisher, medie geometriche delle precedenti:
|   | A       | A       | B       | B       | C       | C       | D       | D       |
|   | CF      | PIL     | CF      | PIL     | CF      | PIL     | CF      | PIL     |
| A | 1,00000 | 1,00000 | 0,07921 | 0,08189 | 0,00327 | 0,00281 | 0,11508 | 0,12133 |
| B | 12,629  | 12,211  | 1,00000 | 1,00000 | 0,04025 | 0,03422 | 1,4590  | 1,4980  |
| C | 305,91  | 355,62  | 24,831  | 29,215  | 1,0000  | 1,00000 | 36,930  | 43,016  |
| D | 8,6894  | 8,2421  | 0,68538 | 0,66755 | 0,02708 | 0,02325 | 1,00000 | 1,00000 |

### PPA aggregate transitive
Per rendere transitive le PPA aggregate di tipo Fisher si usa la stessa procedura già adottata per le PPA elementari, costruendo una matrice come la seguente:
|   | A       | A       | B       | B       | C       | C       | D       | D       |
|   | CF      | PIL     | CF      | PIL     | CF      | PIL     | CF      | PIL     |
| A | 1,00000 | 1,00000 | 0,07963 | 0,08174 | 0,00321 | 0,00281 | 0,11655 | 0,12157 |
| B | 12,563  | 12,236  | 1,00000 | 1,00000 | 0,04031 | 0,03440 | 1,4646  | 1,4876  |
| C | 311,52  | 355,64  | 24,796  | 29,065  | 1,00000 | 1,00000 | 36,317  | 43,236  |
| D | 8,5778  | 8,2254  | 0,68277 | 0,67224 | 0,02753 | 0,02313 | 1,00000 | 1,00000 |

Da essa infine, se si desidera usare una «valuta PPA» convenzionale invece di quella di uno specifico paese, si ricavano le PPA standardizzate seguendo ancora la stessa procedura già vista per quelle elementari:
| A      | A      | B      | B      | C     | C     | D      | D      |
| ------ | ------ | ------ | ------ | ----- | ----- | ------ | ------ |
| CF     | PIL    | CF     | PIL    | CF    | PIL   | CF     | PIL    |
| 0,0739 | 0,0727 | 0,9281 | 0,8896 | 23,01 | 25,86 | 0,6337 | 0,5980 |

## Storia e ambito di applicazione delle PPA

### Nazioni Unite e Banca Mondiale
Nel 1953 si definì uno standard internazionale per la contabilità nazionale, detto SNA (System of National Accounts). Gli aggregati nazionali venivano così calcolati con le stesse modalità in molti paesi, ma la differenza tra le valute non consentiva confronti internazionali attendibili.
Nel 1968 le Nazioni Unite e l'Università della Pennsylvania avviarono un International Comparison Programme (ICP) sostenuto dalla Banca Mondiale e da molti paesi e inizialmente diretto da Irving Kravis, che era stato allievo di Simon Kuznets.
Le prime PPA vennero calcolate per 10 paesi con riferimento al 1970, poi al 1973 per 16 paesi, al 1975 per 34. L'aumento del numero dei paesi evidenziò le difficoltà di una gestione centralizzata e l'Unione europea (allora Comunità) dette un importante contributo avviando, nel 1979, un European Comparison Programme (ECP) come articolazione regionale dell'ICP. Contestualmente si attivavano la Commissioni Economiche per l'America Latina e i Caraibi, per l'Asia e il Pacifico e per l'Asia Occidentale (organizzazioni delle Nazioni Unite).
Si riuscirono così a calcolare le PPA per 60 paesi al 1980, poi per 64 al 1985, ma non venne portato a termine il calcolo al 1993 per 83 paesi per le difficoltà di carattere organizzativo, in particolare per la scarsità di risorse. Le Nazioni Unite chiesero quindi il supporto della Banca Mondiale, che è divenuta dal 1993 il coordinatore di fatto dell'ICP. Il calcolo a livello internazionale è stato riavviato su nuove basi nel 2003 ed ha prodotto le PPA con riferimento al 2005 per 146 paesi.
Le PPA calcolate dalla Banca Mondiale seguono criteri di calcolo differenziati; ad esempio:
- solo Eurostat, OCSE e la CSI usano il metodo EKS per le PPA delle posizioni rappresentative; altri paesi usano un diverso metodo, detto CPD, Country Product Dummy, che non distingue tra prodotti rappresentativi e non rappresentativi:
- quasi tutti i paesi usano il metodo EKS per gli aggregati di maggiore sintesi (le articolazioni più immediate del PIL), che non gode della proprietà di additività; i paesi africani usano un metodo diverso, Ikle, che è additivo;
- molti paesi africani non sono in grado di fornire i prezzi per tutte le posizioni rappresentative; si sono quindi usati i dati forniti da paesi vicini.

Tutto ciò comporta la necessità di leggere i dati con cautela. In particolare, è stata criticata la possibilità di usare i PIL pro-capite per valutare la diffusione della povertà nei diversi paesi.

### Eurostat-OCSE
Sia l'OCSE che Eurostat partecipano all'ICP, condividendone la metodologia, ma si avvalgono di propri strumenti e di risorse maggiori di quelle di altri paesi. Fin dagli anni '80, inoltre, hanno stabilito una stretta cooperazione (Eurostat-OECD PPP Programme), grazie alla quale hanno potuto calcolare le PPA con regolarità (ogni 5 anni tra il 1980 e il 1985, poi ogni 3) e per un numero crescente di paesi (da 18 nel 1980 a 45 nel 2005, compresi paesi non appartenenti né all'Unione europea né all'OCSE).
Eurostat produce annualmente, comunque, le PPA per i paesi membri.